# System pseudowiązany

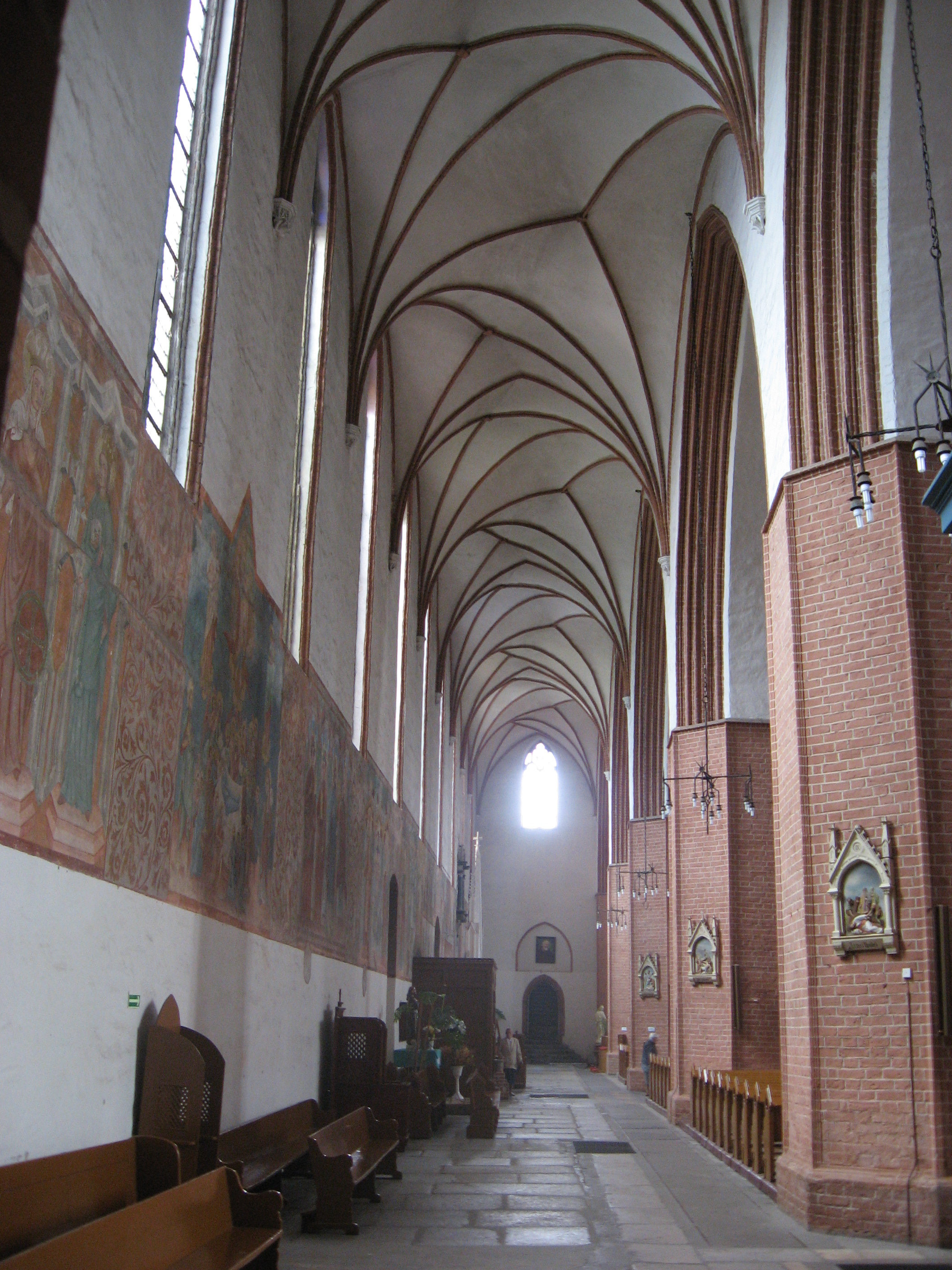
Sklepienie nawy bocznej katedry w Kwidzynie, widoczny system pseudowiązany

System pseudowiązany - sposób rozwiązania podziału na przęsła w nawach bocznych w kościele bazylikowym, w którym jest on niejednoznaczny: od strony nawy głównej sklepienie opiera się w dwóch miejscach, a od strony ścian bocznych w trzech. Można go widzieć jako kompromis między systemem wiązanym i systemem przechodzącym. Układ taki zastosowano na przykład w katedrze w Kwidzynie.